# Маркус-Паренти

Маркус-Паренти на карте штата.

Маркус-Паренти (порт. Marcos Parente) — муниципалитет в Бразилии, входит в штат Пиауи. Составная часть мезорегиона Юго-запад штата Пиауи. Входит в экономико-статистический микрорегион Бертолиния. Население составляет 4456 человек на 2010 год. Занимает площадь 677,414 км². Плотность населения — 6,58 чел./км².

## Демография
Согласно сведениям, собранным в ходе переписи 2010 г. Национальным институтом географии и статистики (IBGE), население муниципалитета составляет:
| Полное население                               | Полное население                               | Полное население                               | Полное население                               | 4456  |
| ---------------------------------------------- | ---------------------------------------------- | ---------------------------------------------- | ---------------------------------------------- | ----- |
| в том числе:                                   | Городское население                            | 3845                                           | Процент городского населения, %                | 86,29 |
|                                                | Сельское население                             | 611                                            | Процент сельского населения, %                 | 13,71 |
|                                                | Мужское население                              | 2219                                           | Процент мужского населения, %                  | 49,80 |
|                                                | Женское население                              | 2237                                           | Процент женского населения, %                  | 50,20 |
| Плотность населения, чел/км²                   | Плотность населения, чел/км²                   | Плотность населения, чел/км²                   | Плотность населения, чел/км²                   | 6,58  |
| Население муниципалитета в % к населению штата | Население муниципалитета в % к населению штата | Население муниципалитета в % к населению штата | Население муниципалитета в % к населению штата | 0,14  |

По данным оценки 2016 года, население муниципалитета — 4481 житель.

## Статистика
- Валовой внутренний продукт на 2003 год составляет 6 551 107,00 реалов (данные: Бразильский институт географии и статистики).
- Валовой внутренний продукт на душу населения на 2003 год составляет 1489,90 реалов (данные: Бразильский институт географии и статистики).
- Индекс развития человеческого потенциала на 2000 год составляет 0,626 (данные: Программа развития ООН).